# رود برکل
رود برکل (انگلیسی: Berkel) شاخه راست رود ایسل است. این رود از کشورهای هلند و آلمان میگذرد.